# Primera División de España 1946-47
La temporada 1946-47 de Primera División de España corresponde a la decimosexta edición del campeonato. Se disputó entre el 22 de septiembre de 1946 y el 13 de abril de 1947.
El campeón fue el Valencia C. F., que logró su tercer título en las seis últimas temporadas.

## Equipos participantes
Esta temporada participaron 14 equipos:
| Equipo                      | Ciudad                | Estadio       |
| --------------------------- | --------------------- | ------------- |
| Atlético de Bilbao          | Bilbao                | San Mamés     |
| Club Atlético de Madrid     | Madrid                | Metropolitano |
| Club de Fútbol Barcelona    | Barcelona             | Las Corts     |
| Club Deportivo Castellón    | Castellón de la Plana | Castalia      |
| Real Club Celta             | Vigo                  | Balaidos      |
| Real Club Deportivo         | La Coruña             | Riazor        |
| Real Club Deportivo Español | Barcelona             | Sarriá        |
| Real Gijón                  | Gijón                 | El Molinón    |
| Real Murcia                 | Murcia                | La Condomina  |
| Real Oviedo Club de Fútbol  | Oviedo                | Buenavista    |
| Real Madrid Club de Fútbol  | Madrid                | Metropolitano |
| Centro de Deportes Sabadell | Sabadell              | Cruz Alta     |
| Sevilla Club de Fútbol      | Sevilla               | Nervión       |
| Valencia Club de Fútbol     | Valencia              | Mestalla      |

En el mes de enero el Club Atlético-Aviación pasó a llamarse Club Atlético de Madrid.

## Sistema de competición
El torneo estuvo organizado por la Federación Española de Fútbol.
Como en la temporada anterior, tomaron parte 14 equipos de toda la geografía española, encuadrados en un grupo único. Siguiendo un sistema de liga, se enfrentaron todos contra todos en dos ocasiones -una en campo propio y otra en campo contrario- durante un total de 26 jornadas. El orden de los encuentros se decidió por sorteo antes de empezar la competición.
La clasificación se estableció a razón del siguiente sistema de puntuación: dos puntos para el equipo vencedor de un partido, un punto para cada contendiente en caso de empate y cero puntos para el perdedor de un partido. El equipo que más puntos sumó se proclamó campeón de liga.
Los dos últimos clasificados descendieron directamente a Segunda División, siendo reemplazados la siguiente temporada por el campeón y el subcampeón de esta categoría. El antepenúltimo clasificado debió defender su plaza para la próxima temporada en una promoción de permanencia ante el tercer clasificado de Segunda. La eliminatoria se disputó a partido único en terreno neutral.

## Clasificación

### Clasificación final
| Pos. | Equipo                        | Pts. | PJ | G  | E | P  | GF | GC | Dif. | Clasificación                                |
| ---- | ----------------------------- | ---- | -- | -- | - | -- | -- | -- | ---- | -------------------------------------------- |
| 1    | Valencia C. F. (C)            | 34   | 26 | 16 | 2 | 8  | 54 | 34 | +20  | Campeón                                      |
| 2    | Atlético de Bilbao            | 34   | 26 | 15 | 4 | 7  | 72 | 38 | +34  |                                              |
| 3    | Atlético de Madrid            | 32   | 26 | 13 | 6 | 7  | 58 | 44 | +14  |                                              |
| 4    | C. F. Barcelona               | 31   | 26 | 14 | 3 | 9  | 59 | 42 | +17  |                                              |
| 5    | C. D. Sabadell C. F.          | 30   | 26 | 11 | 8 | 7  | 42 | 36 | +6   |                                              |
| 6    | Sevilla C. F.                 | 29   | 26 | 12 | 5 | 9  | 54 | 48 | +6   |                                              |
| 7    | Real Madrid C. F. (C, O)      | 27   | 26 | 11 | 5 | 10 | 62 | 56 | +6   | Doblete de Copa y Copa Eva Duarte.           |
| 8    | Real Oviedo C. F.             | 27   | 26 | 10 | 7 | 9  | 52 | 42 | +10  |                                              |
| 9    | R. C. Celta de Vigo           | 26   | 26 | 11 | 4 | 11 | 53 | 48 | +5   |                                              |
| 10   | Real Gijón                    | 25   | 26 | 10 | 5 | 11 | 51 | 59 | −8   |                                              |
| 11   | R. C. D. Español              | 19   | 26 | 9  | 1 | 16 | 46 | 59 | −13  |                                              |
| 12   | Club Real Murcia (D)          | 19   | 26 | 6  | 7 | 13 | 30 | 58 | −28  | Promoción de permanencia en Primera División |
| 13   | R. C. Deportivo La Coruña (D) | 18   | 26 | 5  | 8 | 13 | 32 | 60 | −28  | Descenso a Segunda División                  |
| 14   | C. D. Castellón (D)           | 13   | 26 | 4  | 5 | 17 | 39 | 80 | −41  | Descenso a Segunda División                  |

 Fuente: BDFutbol
Criterios de clasificación: Puntos · Diferencia de goles · Goles a favor · Play-off
|                  |
| Campeón Valencia |

### Evolución de la clasificación
| Equipo / Jornada       | 01 | 02 | 03 | 04 | 05 | 06 | 07 | 08 | 09 | 10 | 11 | 12 | 13 | 14 | 15 | 16 | 17 | 18 | 19 | 20 | 21 | 22 | 23 | 24 | 25 | 26 |
| ---------------------- | -- | -- | -- | -- | -- | -- | -- | -- | -- | -- | -- | -- | -- | -- | -- | -- | -- | -- | -- | -- | -- | -- | -- | -- | -- | -- |
| Valencia CF            | 3  | 1  | 1  | 1  | 3  | 4  | 7  | 10 | 6  | 4  | 4  | 4  | 5  | 7  | 5  | 6  | 4  | 4  | 4  | 4  | 5  | 4  | 4  | 4  | 3  | 1  |
| Atlético de Bilbao     | 1  | 3  | 2  | 4  | 2  | 3  | 2  | 4  | 5  | 9  | 6  | 6  | 3  | 2  | 2  | 2  | 2  | 1  | 1  | 1  | 1  | 1  | 1  | 1  | 1  | 2  |
| Atlético Aviación      | 4  | 5  | 4  | 2  | 4  | 2  | 3  | 2  | 2  | 1  | 2  | 1  | 1  | 1  | 1  | 1  | 1  | 2  | 3  | 3  | 3  | 3  | 3  | 3  | 2  | 3  |
| CF Barcelona           | 6  | 12 | 13 | 11 | 12 | 9  | 5  | 3  | 3  | 3  | 3  | 3  | 2  | 4  | 3  | 3  | 3  | 3  | 2  | 2  | 2  | 2  | 2  | 2  | 4  | 4  |
| CD Sabadell            | 12 | 11 | 7  | 8  | 11 | 8  | 11 | 11 | 13 | 10 | 7  | 9  | 10 | 9  | 9  | 9  | 8  | 9  | 7  | 6  | 4  | 6  | 5  | 6  | 5  | 5  |
| Sevilla CF             | 9  | 4  | 8  | 13 | 13 | 13 | 14 | 13 | 10 | 7  | 5  | 5  | 7  | 5  | 7  | 4  | 5  | 5  | 5  | 5  | 6  | 5  | 6  | 5  | 6  | 6  |
| Real Madrid            | 8  | 2  | 6  | 3  | 1  | 1  | 1  | 1  | 1  | 2  | 1  | 2  | 4  | 3  | 4  | 5  | 6  | 6  | 6  | 7  | 8  | 7  | 7  | 7  | 8  | 7  |
| Real Oviedo            | 10 | 7  | 11 | 10 | 6  | 11 | 6  | 8  | 8  | 6  | 10 | 8  | 8  | 8  | 8  | 8  | 7  | 8  | 8  | 10 | 9  | 8  | 8  | 8  | 9  | 8  |
| Celta de Vigo          | 7  | 10 | 12 | 12 | 9  | 7  | 10 | 9  | 9  | 5  | 9  | 7  | 6  | 5  | 6  | 7  | 9  | 7  | 9  | 8  | 7  | 9  | 10 | 9  | 7  | 9  |
| Real Gijón             | 5  | 6  | 10 | 7  | 10 | 5  | 9  | 6  | 4  | 8  | 11 | 11 | 9  | 10 | 10 | 10 | 10 | 10 | 10 | 9  | 10 | 10 | 9  | 10 | 10 | 10 |
| RCD Español            | 14 | 8  | 3  | 6  | 5  | 6  | 4  | 5  | 7  | 11 | 8  | 10 | 11 | 11 | 13 | 14 | 12 | 12 | 12 | 12 | 12 | 13 | 13 | 13 | 12 | 11 |
| Real Murcia            | 2  | 9  | 5  | 5  | 8  | 10 | 12 | 7  | 11 | 12 | 13 | 13 | 12 | 12 | 12 | 12 | 13 | 13 | 13 | 13 | 13 | 11 | 11 | 11 | 11 | 12 |
| Deportivo de La Coruña | 11 | 14 | 9  | 9  | 7  | 12 | 8  | 12 | 12 | 13 | 12 | 12 | 13 | 13 | 11 | 11 | 11 | 11 | 11 | 11 | 11 | 12 | 12 | 12 | 13 | 13 |
| CD Castellón           | 13 | 13 | 14 | 14 | 14 | 14 | 13 | 14 | 14 | 14 | 14 | 14 | 14 | 14 | 14 | 13 | 14 | 14 | 14 | 14 | 14 | 14 | 14 | 14 | 14 | 14 |

### Promoción de permanencia
La promoción se jugó a partido único en Madrid, con el siguiente resultado:
| 8 de junio de 1947 | Real Murcia CF | 0:2     | Real Sociedad | Estadio Metropolitano de Madrid, Madrid |  |
|                    |                | Reporte |               |                                         |  |

## Resultados
- Campeón de Liga: Valencia CF

- Descensos: CD Castellón, Deportivo y Real Murcia

- Ascensos: Club Deportivo Alcoyano, Gimnàstic de Tarragona y Real Sociedad

| Local \ Visitante         | ATH | ATM | BAR | CAS | CEL | DEP | ESP | GIJ | MUR | OVI | RMA | SAB | SEV | VAL |
| ------------------------- | --- | --- | --- | --- | --- | --- | --- | --- | --- | --- | --- | --- | --- | --- |
| Atlético de Bilbao        | —   | 3–1 | 1–0 | 6–0 | 3–2 | 6–0 | 4–1 | 6–2 | 6–2 | 4–1 | 2–0 | 2–1 | 5–0 | 0–1 |
| Atlético de Madrid        | 4–0 | —   | 2–2 | 3–2 | 3–2 | 3–1 | 8–3 | 2–2 | 2–2 | 5–2 | 2–3 | 1–3 | 1–1 | 1–1 |
| C. F. Barcelona           | 2–1 | 3–2 | —   | 3–3 | 1–1 | 5–0 | 5–0 | 4–1 | 6–2 | 2–0 | 3–2 | 0–1 | 5–1 | 2–1 |
| C. D. Castellón           | 2–2 | 0–2 | 4–1 | —   | 1–2 | 1–1 | 4–3 | 0–2 | 1–0 | 3–3 | 2–3 | 4–0 | 1–4 | 2–4 |
| R. C. Celta de Vigo       | 3–2 | 0–4 | 2–1 | 0–0 | —   | 4–2 | 3–2 | 6–2 | 6–0 | 3–3 | 3–4 | 2–1 | 3–0 | 1–2 |
| R. C. Deportivo La Coruña | 3–3 | 1–0 | 3–2 | 8–1 | 1–4 | —   | 1–0 | 1–1 | 3–1 | 2–2 | 2–2 | 1–1 | 0–0 | 0–0 |
| R. C. D. Español          | 0–3 | 4–1 | 0–1 | 5–0 | 2–0 | 3–1 | —   | 2–1 | 2–3 | 2–1 | 4–2 | 1–2 | 4–0 | 1–2 |
| Real Gijón                | 1–0 | 1–2 | 3–1 | 4–0 | 3–0 | 2–0 | 1–1 | —   | 4–1 | 1–1 | 2–1 | 3–1 | 1–4 | 4–1 |
| Real Murcia C. F.         | 2–4 | 1–2 | 0–1 | 2–0 | 0–2 | 1–0 | 1–2 | 5–4 | —   | 0–0 | 1–1 | 0–0 | 1–1 | 1–0 |
| Real Oviedo C. F.         | 3–0 | 4–0 | 2–3 | 4–1 | 2–0 | 3–1 | 4–0 | 3–2 | 3–0 | —   | 0–0 | 0–1 | 4–2 | 4–1 |
| Real Madrid C. F.         | 3–6 | 1–2 | 2–1 | 7–4 | 3–3 | 5–0 | 2–0 | 4–0 | 5–0 | 2–0 | —   | 1–3 | 3–0 | 2–4 |
| C. D. Sabadell            | 1–1 | 1–1 | 1–4 | 4–1 | 2–0 | 3–0 | 3–1 | 2–2 | 1–1 | 1–1 | 3–3 | —   | 3–1 | 3–0 |
| Sevilla C. F.             | 2–2 | 1–2 | 3–1 | 4–2 | 2–0 | 4–0 | 3–1 | 5–2 | 1–1 | 2–1 | 5–0 | 4–0 | —   | 3–1 |
| Valencia C. F.            | 1–0 | 0–2 | 4–0 | 3–0 | 2–1 | 3–0 | 3–2 | 6–0 | 1–2 | 4–1 | 4–1 | 1–0 | 4–1 | —   |

## Máximos goleadores
| #  | Jugador          | Equipo             | Goles |
| -- | ---------------- | ------------------ | ----- |
| 1º | Telmo Zarra      | Atlético de Bilbao | 34    |
| 2º | Pruden Sánchez   | Real Madrid        | 22    |
| 3º | Juan Araujo      | Sevilla CF         | 21    |
| 4º | Ángel Calvo      | RCD Español        | 19    |
| 5º | Isidro Lángara   | Real Oviedo        | 18    |
|    | Francisco Méndez | Real Gijón         | 18    |